# جفری توبین
جفری توبین (انگلیسی: Jeffrey Toobin؛ زادهٔ ۲۱ مهٔ ۱۹۶۰) صاحب‌نظر، و روزنامه‌نگار اهل ایالات متحده آمریکا است.
وی همچنین برندهٔ جوایزی همچون جوایز امی شده‌است.